# Tim Remer
Tim Remer (* 29. Juli 1985 in Spijkenisse, Niederlande) ist ein niederländischer Handballspieler.
Er spielte für die niederländische Nationalmannschaft und wird meist auf Linksaußen eingesetzt. 
Tim Remer begann erst als 14-Jähriger bei HVOS in seiner Heimatstadt mit dem Handballspiel. Bereits ein Jahr später wechselte er zum nächstgrößeren SV Atomium ‘61 nach Rotterdam, wiederum ein Jahr später zu Van der Voort/Quintus nach Kwintsheul. 2003 unterschrieb er einen Profivertrag beim Topclub E&O Emmen, für den er auch in der ersten niederländischen Liga debütierte. 2004 – als 18-Jähriger – erhielt er ein Angebot vom deutschen Zweitligisten TV Emsdetten, das er annahm. Dort empfahl er sich ebenfalls für höhere Aufgaben, sodass er 2006 vom Erstligisten TuS N-Lübbecke verpflichtet wurde. Mit den Ostwestfalen schaffte Remer zweimal den Klassenerhalt; 2008 konnte er den Abstieg jedoch nicht verhindern. Im Sommer 2018 wechselte er zum niederländischen Erstligisten JD Techniek/Hurry-Up. Nach der Saison 2019/20 gab Remer bekannt seine Karriere als Handballspieler beenden zu wollen. Er übernahm ab 2020 das Traineramt von Navique/SVBO. 2022 wechselte er als Spieler in die Oberliga zum TuS Haren.
Tim Remer bestritt 95 Spiele für die niederländische Nationalmannschaft. 